# Madeleine Tambour
Pour les articles homonymes, voir Tambour.
Madeleine Tambour, née le 18 décembre 1908 à Paris et morte en déportation dans le camp de Ravensbrück le 4 mars 1945, est une actrice française, active dans la Résistance intérieure française au sein de plusieurs réseaux dont le réseau Carte d'André Girard et plusieurs réseaux du Special Operations Executive.

## Biographie

### Origine familiale
Madeleine Anne Marie Tambour est la fille d'Alcide Tambour et d'Anne-Marie Aubin née en 1873. Elle a une sœur aînée prénommée Germaine. 

### Résistance
L'appartement familial situé au 38 avenue de Suffren, Paris XVe, sert de boîte aux lettres et de maison clandestine pour un grand nombre d’agents du Special Operations Executive fin 1942 et début 1943, à commencer par Andrée Borrel et Francis Suttill à leur arrivée en France.
Sa sœur Germaine est la secrétaire d'André Girard, fondateur du réseau "Carte", qui se veut indépendant de la France libre et obtient pour cette raison le soutien du Special Operations Executive (section F du SOE).
En 1942, Madeleine Tambour est contactée par la résistante Andrée Borrel (Denise) qui lui demande à elle et à sa sœur de mettre à l'abri de nombreux résistants.

### Arrestation, internement et déportation
Le 22 avril 1943, Germaine et Madeleine Tambour sont arrêtées par l'Abwehr.
Malgré l'intervention de plusieurs résistants, en particulier Francis Suttill, Armel Guerne, Jean Worms et Jacques Weil, pour les faire libérer, Madeleine Tambour et sa sœur aînée son internées dans les prisons de Fresnes, Romainville et Compiègne,.
Elles sont finalement déportées vers le camp de Ravensbrück en avril 1944.

### Décès
Madeleine est identifiée sous le numéro matricule 27551 KZ. Elle meurt à Ravensbrück exécutée par le gaz, comme sa sœur, le 4 mars 1945.

## Reconnaissance
Une plaque apposée sur la façade de l'immeuble du 38, avenue de Suffren, lui rend hommage, ainsi qu'à sa sœur Germaine et à Marie-Louise Monnet.

## Distinctions
Elle est reconnue « Mort pour la France » et « Déporté résistant »,,.
- Médaille de la Résistance française à titre posthume (décret du 11 Mars 1947)[10],[11].

### Sources et liens externes
- Ressource relative au spectacle :   - Les Archives du spectacle
- Ressource relative aux militaires :   - Mémoire des hommes
- Notices d'autorité :   - BnF (données)

- Fiche Tambour, Madeleine, avec photographie sur le site Special Forces Roll of Honour.
- Richard Seiler, La tragédie du réseau Prosper, avril-août 1943, Pygmalion, 2003.
- Henri Noguères, Histoire de la résistance en France de 1940 à 1945, Famot, 1982.
- Jean Lartéguy et Bob Maloubier, Triple jeu, l'espion Déricourt, Robert Laffont, 1992.
- Dimitri Vicheney, Une page de la Résistance dans le XVe arrondissement. Les réseaux du S.O.E. article in Bulletin de la société historique et archéologique du XVe arrondissement de Paris, numéro18, automne 2001, p. 5-17.